# Diversidad sexual en la Isla de Man
Los derechos de lesbianas, gays, bisexuales y transgénero (LGBT) en la Isla de Man, dependiente de la Corona británica, han evolucionado sustancialmente desde principios de la década de 2000. Los actos privados y consensuales de homosexualidad masculina en la isla fueron despenalizados en 1992. Desde entonces, los derechos LGBT se han ampliado y reconocido por ley, como la igualdad de edad de consentimiento (2006), la protección laboral contra la discriminación (2006), el reconocimiento de la identidad de género (2009), el derecho a contraer matrimonio civil (2011), el derecho a adoptar hijos (2011) y el derecho a contraer matrimonio civil (2016).
Si bien no forma parte del Reino Unido, la Isla de Man también ha seguido el ejemplo del Reino Unido al incorporar la Convención Europea de Derechos Humanos en sus propias leyes a través de la Ley de Derechos Humanos de 2001. En enero de 2023, se informó que la Isla de Man "es el lugar más amigable con las políticas legislativas LGBTQ" del mundo.

## Ley sobre la actividad sexual entre personas del mismo sexo
Antes de septiembre de 1992, la actividad sexual entre personas del mismo sexo era un delito penal. Tras la despenalización, la edad de consentimiento se fijó en 21 años, que en aquel momento era la misma edad que en el Reino Unido. En 2001, la edad de consentimiento para los homosexuales masculinos se redujo a dieciocho años mediante la Ley de Justicia Penal de 2001 (c.4). En 2006, mediante la Ley de Delitos Sexuales (Enmienda) de 2006 (c.3), la edad de consentimiento se redujo nuevamente a dieciséis años, pasando a ser neutral en cuanto al género para todas las conductas sexuales, independientemente del género y la orientación sexual.
El artículo 9 de la Ley de Delitos Sexuales de 1992 sigue aplicando el derecho penal a algunos "delitos antinaturales" entre hombres. Las subsecciones (1) y (4) tipifican la "sodomía" y la "indecencia grave" entre hombres como delitos si una o ambas partes son menores de dieciséis años y también si los actos se cometen "en otro lugar que no sea en privado". El significado de esto se define en la Sección 10: "no en privado" significa que "más de dos personas están presentes" o que la ubicación es "cualquier lugar al que el público tiene o se le permite tener acceso, ya sea mediante pago o de otro modo".

### Ley de régimen de indulto
En julio de 2021, la Ley de Publicaciones Obscenas y Delitos Sexuales de 2021 se convirtió en ley con el consentimiento real. La legislación entró en vigor legalmente formalmente un año después, desde el 1 de julio de 2022 mediante proclamación. Esta ley perdonará los delitos sexuales homosexuales históricos cometidos antes de 1992 y se basa explícitamente en la Ley Alan Turing del Reino Unido de 2017. Sin embargo, no está claro si hay alguna información sobre la Isla de Man, de que se aprobó como ley "una prohibición de la terapia de conversión de la orientación sexual y la identidad de género" como una enmienda añadida al muy extenso proyecto de ley sobre delitos sexuales en la cámara alta del Consejo Legislativo. Sí pasó por la cámara baja de la Cámara de las Llaves.

### Disculpa incondicional
El ministro principal de la Isla de Man, Howard Quayle, ha emitido una "disculpa incondicional" a los hombres homosexuales condenados por delitos contra personas del mismo sexo según las leyes anteriores de la Isla de Man. Hizo los comentarios mientras un proyecto de ley, que indultaría a los hombres condenados por delitos homosexuales consensuados, tenía su lectura final en la Cámara de las Llaves. Quayle dijo que no podía borrar "las injusticias del pasado", pero esperaba que una nueva legislación "empezara a curar parte del dolor". El activista por los derechos de los homosexuales, Alan Shea, dijo que era un "gran día para la Isla de Man". "Las familias que han perdido a sus hijos acaban de recibir una disculpa. Quizás ahora todos podamos sanar, pero los padres nunca olvidarán a sus hijos", afirmó. Los actos homosexuales fueron despenalizados en la Isla de Man en 1992, 25 años después que en Inglaterra y Gales, y 12 años después que en Escocia. En agosto de 2022, en el 30º aniversario de la despenalización de la homosexualidad, el comisario de policía de la Isla de Man también se disculpó formalmente por la aplicación de las leyes contra los homosexuales hasta 1992.

## Reconocimiento de las relaciones entre personas del mismo sexo
Las uniones entre personas del mismo sexo pueden reconocerse mediante unión civil o matrimonio. El Parlamento de la Isla de Man legalizó las uniones civiles en abril de 2011 y los matrimonios entre personas del mismo sexo en julio de 2016.

### Asociaciones civiles
Desde 2011, las parejas del mismo sexo disfrutan de la unión civil. Un proyecto de ley de asociación civil pasó todas las etapas tanto de la Cámara de las Llaves como del Consejo Legislativo y se convirtió en ley el 15 de marzo de 2011. La Ley de Asociación Civil de 2011 (c. 2) entró en vigor el 6 de abril de 2011. En 2014 se decidió que los matrimonios entre personas del mismo sexo en Inglaterra, Gales y Escocia, así como otras relaciones realizadas en el extranjero, serían tratados como uniones civiles en la isla, hasta que se legalice el matrimonio entre personas del mismo sexo.

### Matrimonio entre personas del mismo sexo
El 9 de junio de 2015, el ministro principal, Allan Bell, anunció su intención de derogar la ley que prohíbe el matrimonio entre personas del mismo sexo en la isla. Tras una consulta pública sobre la cuestión, el 2 de febrero de 2016 se presentó en la Cámara de las Llaves un proyecto de ley para legalizar el matrimonio entre personas del mismo sexo en la isla. El 22 de enero de 2016 concluyeron una consulta pública y una respuesta del gobierno, y el proyecto de ley pasó su tercera lectura en la Cámara el 8 de marzo por 17 votos a favor y 3 en contra. Tras una serie de enmiendas técnicas en la etapa de cláusulas, el proyecto de ley pasó su tercera lectura en el Consejo Legislativo el 26 de abril de 2016 por 6 votos contra 3. La Cámara de las Llaves aprobó por unanimidad las enmiendas al proyecto de ley el 10 de mayo y la aprobación real se otorgó el 19 de julio de 2016. La ley entró en vigor el 22 de julio de 2016.
El primer matrimonio entre personas del mismo sexo registrado en la Isla de Man fue el de Marc y Alan Steffan-Cowell, quienes convirtieron su unión civil en matrimonio el 25 de julio de 2016. El primer matrimonio entre personas del mismo sexo que se realizó en la isla se produjo el 30 de julio, entre Luke Carine y Zak Tomlinson.
Desde noviembre de 2023, determinadas iglesias han solicitado licencias de matrimonio para poder celebrar legalmente el matrimonio entre personas del mismo sexo en la Isla de Man.

## Adopción y planificación familiar
En virtud de la Ley de Unión Civil de 2011 (c. 2), a las parejas del mismo sexo en la Isla de Man se les ha concedido igualdad de acceso a la adopción conjunta o de hijastros desde el 6 de abril de 2011. Además, las parejas de lesbianas tienen acceso a la inseminación artificial. En agosto de 2023, comenzó una "consulta comunitaria" para reconocer legalmente a las parejas del mismo sexo como padres, tal como lo implementó el Reino Unido desde 2008. Actualmente, en la Isla de Man, las parejas del mismo sexo no son reconocidas como padres en los certificados de nacimiento mediante fecundación in vitro (FIV) y subrogación, a pesar de que el acceso a la FIV está disponible. Ninguna ley en la Isla de Man reconoce la gestación subrogada.

## Protecciones contra la discriminación
En virtud de la Ley de Empleo de 2006 (c. 21), que entró en vigor el 1 de septiembre de 2006, la Isla de Man adoptó una legislación que hacía ilegal el despido de empleados por motivos de su orientación sexual. En ese momento, informes LGBT de la Isla de Man afirmaron que el gobierno de la isla se estaba "quedando atrás".
En 2013, después de un caso muy publicitado en la isla que involucraba a una pareja de lesbianas a quienes un líder de la iglesia no les permitió alquilar una casa, el ministro principal Alan Bell anunció que se introduciría una legislación para prohibir todas las formas de discriminación en bienes y servicios. Un proyecto de ley, basado en la Ley de Igualdad Británica de 2010, reemplazaría todas las leyes antidiscriminatorias existentes en una sola pieza legislativa. La consulta sobre el proyecto de ley finalizó en noviembre de 2014. En agosto de 2015, el Gobierno publicó su respuesta a la consulta. La medida tuvo su primera lectura en el Consejo Legislativo de 11 miembros el 8 de marzo de 2016. El proyecto de ley fue aprobado en segunda lectura por 6 votos a 3 el 22 de marzo. Se propusieron 12 enmiendas al proyecto de ley dentro de la etapa de cláusulas y todas fueron aprobadas. El proyecto de ley pasó su tercera lectura por 5 votos a 4 el 14 de junio de 2016. La legislación fue aprobada por la Cámara de las Llaves el 7 de marzo de 2017, con enmiendas. El 28 de marzo, el Consejo Legislativo estuvo de acuerdo con las enmiendas. La aprobación real se otorgó el 18 de julio de 2017. La Ley de Igualdad de 2017 se implementó gradualmente y gran parte de la ley entró en vigor el 1 de enero de 2019.
La Ley de Igualdad de 2017 (en manés: Slattys Cormid 2017) enumera la edad, la discapacidad, la reasignación de género, el matrimonio y la unión civil, el embarazo y la maternidad, la raza, la religión o creencias, el sexo y la orientación sexual como características protegidas y motivos de no discriminación. La orientación sexual se define como "la atracción romántica o sexual inherente de una persona hacia personas del mismo sexo, personas del sexo opuesto o personas de cualquier sexo". Además, "no sentirse atraído romántica o sexualmente por personas de ambos sexos también es una orientación sexual".

## Legislación sobre delitos de odio
En julio de 2022, avanzó una consulta comunitaria que pronto introduciría un proyecto de ley sobre delitos de odio en la Isla de Man, que incluye explícitamente "la orientación sexual, el estado civil o de unión civil y la reasignación de género".

## Identidad y expresión de género
Las personas transgénero pueden cambiar su género legal y que se reconozca su nuevo género como resultado de la Ley de Reconocimiento de Género de 2009 (c.11).

## Política de donación de sangre
En agosto de 2022, la BBC informó que el gobierno de la Isla de Man reformaría formalmente la política de donación de sangre mediante la introducción de un proyecto de ley que permitiría legalmente a los hombres homosexuales y bisexuales monógamos donar sangre, que estaría en línea con el Reino Unido a principios de 2023. En 2014 se llevó a cabo una revisión de las políticas de donación de sangre en la Isla de Man, pero no se tomó ninguna medida. Desde el 1 de junio de 2023, los hombres homosexuales y bisexuales monógamos pueden donar sangre; las personas no monógamas que practican sexo anal independientemente de su sexualidad tienen prohibido donar sangre.